# Гондурасский ленка
Гондурасский ленка (гонд. ленка Lenca Kotik) — язык коренного населения Гондураса, практически вышедший из употребления. Один из двух языков ленканской языковой семьи. Название «ленка» использовалось испанцами не только к собственно народу ленка, но и к другим этносам. Происхождение этого термина остаётся неясным. Возможное значение — «повелители камней» или «жители территорий с большим количеством камней».

## Диалекты
Согласно «Атласу языков мира» гондурасский ленка подразделяется на 4 диалекта: серкинский (serkin, cerquín), каре (kare, care), собственно ленка (lenka, lenca) и коло (kolo, colo). В целом по языку не так много задокументированных данных, но имеющиеся позволяют понять, что указанные 4 идиома всё-таки представляли собой один язык.
Алан Р. Кинг вслед за Л. Кэмпбеллом выделяет следующие диалекты: интибука (западный), чинакла (центральный), гуахикиро (восточный) — наиболее известен, симилатон (южный).

## Генеалогическая и ареальная информация
Гондурасский ленка принадлежит Центральноамериканскому языковому ареалу. Вместе с сальвадорским ленка (чиланга) составляет ленканскую языковую семью. Различия в фонологии, лексике и морфологии языков довольно существенны, их не следует считать взаимопонятными. Однако типологические характеристики оказываются в целом схожими. Вопрос о происхождении языка, как и самого народа ленка, ещё открыт. Некоторыми исследователями предполагается принадлежность ленканских языков к гипотетической макро-чибчанской языковой макросемье наряду с чибчанской, мисумальпской и шинканской семьями. Аргедас Кортес выполнил реконструкцию прото-ленканского.

## Социолингвистическая информация
Народ ленка проживает в гористой местности. Поселения расположены в труднодоступных местах, из-за чего коммуникация между ними не приводила к сильной конвергенции. В начале XX века язык перестал быть живым, не получив компетентное описание. Речь последнего найденного говорящего, Ансельмо Эрнандеса, была записана Л. Кэмпбеллом в 1965 и 1970 годах.
Национальное самосознание достаточно устойчиво. Лингвистом Аланом Кингом ведётся работа по возрождению гондурасского ленка.

## Фонетика
Фонемный инвентарь гондурасского ленка сравнительно прост.
|               | губные | дентальные/ альвеолярные | палатальные | велярные |
| ------------- | ------ | ------------------------ | ----------- | -------- |
| взрывные      | p      | t                        |             | k        |
| фрикативные   |        | s                        | š           | х        |
| носовые       | m      | n                        |             |          |
| боковой       |        | l                        |             |          |
| дрожащий      |        | r                        |             |          |
| аппроксиманты | w      |                          | j           |          |

Взрывные имеют по два аллофона: глухому и звонкому. Условия для той или иной реализации отличаются в зависимости от диалекта.
Вокализм — стандартный треугольный пятичленный. Гласным в абсолютном начале слова предшествует гортанная смычка.
Ударение засвидетельствовано плохо. Скорее всего, было слабым и тяготело к последнему слогу в фразе.

## Типологическая характеристика

### Тип (степень свободы) выражения грамматического значения
Прослеживается тяготение к аналитизму.
Mawen u tunina u familia ne u li ami un ap ish tê wan pil ka
| mawen | u   | tun-    | ina | u   | familia | ne  | u   | li | am  | un      | ap  | ish    | tê  | wa-  | n    | pil     | ka   |
| много | 1SG | ранить- | 3SG | 1SG | семья   | TOP | 1SG | от | 2SG | болезнь | LOC | видеть | NEG | COP- | PTCP | COP.1PL | COMP |

'Моей семье и мне очень жаль, что мы не увидели тебя во время твоей болезни'

### Характер границы между морфемами
Гондурасский ленка принято считать агглютинативным языком. Однако этот тезис основывается на материалах, собранных не профессионально, без анализа.
Ushak ne enin una amnan unwak kara pelam ka.
| usha-   | k   | ne  | eni-      | n    | una     | am-  | nan | un-      | wa-  | k   | kara    | pela-  | m   | ka   |
| прийти- | GER | TOP | услышать- | PTCP | COP.1SG | 2SG- | PRO | болезнь- | DER- | GER | умирать | PROSP- | 2SG | COMP |

'Когда я пришел, я узнал, что ты умираешь от болезни.'

### Локус маркирования в посессивной именной группе и предикации
Среди материалов по гондурасскому ленка не обнаруживается генитивных конструкций с посессивным значением. Пока принято считать, что они устроены так же, как в сальвадорском ленка, по корпус которого можно сделать вывод о зависимостном маркировании в посессивной именной группе и порядке «обладатель — обладаемое». Основаниями для такой экстраполяции являются сходство остальных типологических параметров внутри языковой семьи и распространённость подобной стратегии маркирования в коренных языках этого ареала.
| map     | i   | wewe    | nan |
| женщина | 3SG | ребёнок | DEF |

'ребёнок женщины', букв. 'женщина её ребёнок'
Была высказана гипотеза, что распределение между ''i~∅'' и ''a'' в конечном слоге глагола коррелирует с его транзитивностью: pashik ‘заканчивать (непер.)’ — pashak ‘разрушать’.

### Тип ролевой кодировки
Поскольку в языке нет падежей, стоит считать ролевую кодировку нейтральной — как в случае с именными группами, так и для проформ.
| Map     | nan | shui   | nan | ishin  | ina     |
| Женщина | DEF | собака | DEF | видеть | COP.3SG |

'Женщина видит собаку.'
| Map     | nan | wiran | ap  | liwa     | -k | la  | -ina |
| Женщина | DEF | город | LOC | покупать | -k | AUX | -3SG |

'Женщина закупается в городе.'
Единственным средством различения актантов служит базовый порядок слов.

### Базовый порядок слов
Базовый порядок слов наиболее распространённого в мире типа — SOV (подлежащее, дополнение, сказуемое). Субъект выражен либо именной группой, либо в рамках сказуемого специальным маркером.
olonwayu toni muk launa
| olonwayu  | toni       | mu-    | k   | la-  | una |
| лекарство | достаточно | иметь- | GER | AUX- | 1SG |

'У меня достаточно лекарств.'

## Яркие особенности
Морфология имени характеризуется отсутствием падежей, числа, рода и каких-либо именных классов.
Довольно часть слева или справа от «ядерной клаузы» появляется топик. В общем виде, структура предложения следующая: (T1) (S) (O) V (T2). Очень распространена топикализация адъюнктов.
| Shawa       | mokta | wiran | ap | umal          |
| завтра [T1] | all   | town  | to | идти. VOL.1PL |

'Давайте завтра пойдём все в город.'
Индикативные формы глагола не маркированы по времени.
Отрицание глаголов вводится постпозитивной частицей tê, за которой ещё следует соответствующая форма связки wak.
| mol tê ina   |  |  |  |  |  | mol tê wan ina           |
| 'не говорит' |  |  |  |  |  | 'не говорил / не сказал' |

## Список сокращений
| 1SG   | 1 лицо, единственное число            |
| 1PL   | 1 лицо, множественное число           |
| 2SG   | 2 лицо, единственное число            |
| 3SG   | 3 лицо, единственное число            |
| AUX   | вспомогательный глагол                |
| COMP  | комплементайзер (подчинительный союз) |
| COP   | связка (между подлежащим и сказуемым) |
| DEF   | определённый артикль                  |
| DER   | словообразовательная морфема          |
| GER   | герундий                              |
| LOC   | локатив                               |
| NEG   | отрицание                             |
| PRO   | местоименная основа                   |
| PROSP | проспектив                            |
| PTCP  | причастие                             |
| VOL   | волитивная модальность                |
| TOP   | тема, топик                           |